# Кілліан Скотт
Кілліан Демієн Мерфі (англ. Cillian Damien Murphy, професійно знаний як Кілліан Скотт; нар. 10 липня 1985, Кілмаллок, Лімерик, Ірландія) — ірландський актор. Став знаним завдяки ролі Томмі в серіалі RTÉ One «Любов/Ненависть» (2010—2014) й Орфея у серіалі Netflix «Каос» (2024).

## Ранні роки
Наймолодший із шести дітей, виріс у Сандімаунті, Дублін, і навчався в коледжі Святого Майкла у Дубліні. Серед його братів і сестер колишній політик Еоган Мерфі та драматург Колін Мерфі. Участь брата Еогана в шкільній постановці «Гамлета» пробудила у нього інтерес до акторської майстерності. Вивчав англійську мову та філософію в Університетському коледжі Дубліна, а потім переїхав до Лондона, щоб навчатися в Драматичному центрі.

## Кар'єра
Почав працювати в театрі, але змінив своє ім'я на Кілліан Скотт для уникнення плутанини з Кілліаном Мерфі, іншим ірландським актором. Він здобув популярність в Ірландії завдяки ролі Томмі у фільмі «Любов/Ненависть», який вперше вийшов на екрани 2010 року. Протягом наступних кількох років з'являвся в невеликих ролях у фільмах, зокрема «71» і «Голгофа», а також зіграв головну роль у фільмі «Чорний лід» 2013 року.
2015 року з'явився у своїй першій головній ролі в ірландському трилері «Трейдери». 2016 року приєднався до «Вулиці різника» у четвертій та п'ятій серіях, зігравши помічника комісара Августа Дава. Того ж року з'явився в кримінальній стрічці «Провини наші».
2017 року з'явився в телесеріалі «Страйк» як інспектор Ерік Вордл. Того ж року обраний на головну роль у серіалі «Прокляття», замінивши Адена Янга, який покинув проєкт через несумісність робочого графіку. Серіал придбав USA Network у червні 2017 року, а знімання почалися наступного місяця. У січні 2018 року проєкт скасували після першого сезону. 2018 року виконав головну роль у кримінальному бойовику «Пасажир» з Ліамом Нісоном і назвав цей фільм «справжньою подією в кар'єрі».
2019 року знявся разом із Сарою Грін у серіалі «Вбивства в Дубліні», основаному на серії книг Тани Френч про Дублінський загін убивць. Він зіграв головного героя детектива Роба Рейлі та використав для цієї ролі англійський акцент. Серіал знімали в Белфасті та Дубліні протягом семи місяців.
У квітні 2021 року отримав роль у серіалі Disney+ «Таємне вторгнення», дія якого відбувається у кінематографічному всесвіті Marvel. У червні 2022 року приєднався до акторського складу серіалу від Netflix «Каос».

## Фільмографія
| Рік       |   | Українська назва    | Оригінальна назва      | Роль               |
| --------- | - | ------------------- | ---------------------- | ------------------ |
| 2007      | ф | Створіння знань     | Creatures of Knowledge | Метт               |
| 2008      | ф | Крістіан Блейк      | Christian Blake        | Охоронець 2        |
| 2009      | ф |                     | The Rise of the Bricks | Люк                |
| 2010      | с | Одноосібно          | Single-Handed          | Джеймс Керріган    |
| 2010—2014 | с | Любов/Ненависть     | Love/Hate              | Томмі Дейлі        |
| 2011—2016 | с | Джек Тейлор         | Jack Taylor            | Коді Фаррахер      |
| 2012      | ф | Трагедія Макбета    | The Tragedy of Macbeth | Банко              |
| 2013      | ф | Крокви              | The Rafters            | Джонатан           |
| 2013      | ф | Хороші вібрації     | Good Vibrations        | Ронні Метьюз       |
| 2013      | ф | Чорний лід          | Black Ice              | Джиммі Девлін      |
| 2014      | ф | Голгофа             | Calvary                | Майло Герлігі      |
| 2014      | ф | 71                  | '71                    | Джеймс Квінн       |
| 2014      | ф | Вставай і йди       | Get Up and Go          | Койлін             |
| 2014      | с | Викликайте акушерку | Call the Midwife       | Деклан Дойл        |
| 2014      | с | Брати і сестри      | Siblings               | Брін               |
| 2015      | ф | Трейдери            | Traders                | Гаррі Фокс         |
| 2016      | ф | Провини наші        | Trespass Against Us    | Кенні              |
| 2016      | с | Вулиця різника      | Ripper Street          | комісар Август Дав |
| 2017—2018 | с | Страйк              | Strike                 | Ерік Вордл         |
| 2017—2018 | с | Прокляття           | Damnation              | Сет Девенпорт      |
| 2018      | ф | Пасажир             | The Commuter           | Ділан              |
| 2019      | с | Дублінські вбивства | Dublin Murders         | детектив Роб Рейлі |
| 2023      | с | Таємне вторгнення   | Secret Invasion        | Пагон              |
| 2024      | с | Каос                | Kaos                   | Орфей              |